# آندره ژید
پل گیوم آندره ژید (به فرانسوی: Paul Guillaume André Gide) (زاده ۲۲ نوامبر ۱۸۶۹ – درگذشته ۱۹ فوریه ۱۹۵۱) نویسندهٔ فرانسوی و برنده جایزه ادبی نوبل در سال ۱۹۴۷ بود.

## زندگی
آندره ژید نویسندهٔ نامدار فرانسوی، که مدت نیم قرن حضوری نمایان در عرصهٔ ادب فرانسه داشت و تأثیر شگفت‌آور نوشته‌هایش در سال‌های پس از جنگ جهانی بر اکثر مخاطبان و به ویژه بر نسل جوان انکارناپذیر است، به سال ۱۸۶۹ در پاریس، چشم به جهان گشود. پدرش استاد حقوق و مادرش دختر یکی از بورژواهای ثروتمند نرماندی بود. ژید در خانواده‌ای پایبند به سنت‌های مذهب پروتستان پرورش یافت و سال‌های نوجوانی و جوانی او، تحت‌تأثیر این امر قرار گرفت. در کودکی، به سبب بیماری نتوانست به‌طور منظم به تحصیل در مدرسه ادامه دهد. اما از آنجا که در خانواده‌ای علاقه‌مند به علم و فرهنگ می‌زیست، توانست این کمبود را به خوبی جبران کند و در خانه به تحصیل ادامه دهد. پس از مرگ پدرس دد سال ۱۸۸۰، سرپرستی او به مادر دقیق و سختگیرش واگذار شد که با توجه و دلسوزی بیش از اندازه، پسر را به ستوه آورده بود. در این سال‌ها، ژید در محیطی زنانه می‌زیست. در پانزده سالگی، با عشقی بی‌آلایش و عرفانی، به دخترخاله‌اش، مادلن روندو دل بست. این دلبستگی در سال ۱۸۹۵ به ازدواج انجامید و به رغم تمایلات دیگرگون ژید، آن دو تا سال ۱۹۳۸ (سال مرگ مادلن)، سعادتمندانه در کنار یکدیگر زیستند.
ژید فعالیت ادبی خود را در بیست و دو سالگی و در سال ۱۸۹۱ آغاز کرد. از آنجا که به یاری بخت، از رفاه مالی برخوردار بود و نیازی به کار کردن نداشت، توانست با فراغ بال به نوشتن بپردازد و از پشتیبانی معنوی نویسندگان و شاعرانی چون پیر لوئی، پل والری، و استفان مالارمه بهره‌مند شود. به ویژه دوستی او با مالارمه سبب شد که در آغاز کار، به مکتب سمبولیسم روی آورد. مهم‌ترین آثار او در این دوران، عبارت‌اند از: یادداشت‌های روزانه آندره والتر، شعرهای آندره والتر، رسالهٔ نرگس و سفر اورین. اما طولی نکشید که از این مکتب رویگردان شد و او نیز مانند کلودین مونتی، ژان-ژاک روسو و استاندال، زندگی درونی انسان را موضوع آثار خود قرارداد و با تجزیه و تحلیل مداوم و مستمر مسائل عاطفی و روانی خویش، کوشید تا از خواست‌ها، نیازها، اضطراب‌ها، ضعف‌ها، توانمندی‌ها و پیچیدگی‌های روح بشر، پرده بردارد.
ژید در ۲۴ سالگی (۱۸۹۳) در حالی که به شدت بیمار بود و می‌پنداشت که زندگی‌اش با خطری جدی روبه‌روست، به تونس رفت. اما دو سال بعد (۱۸۹۵)، هنگامی که از آفریقای شمالی به فرانسه بازگشت، تغییری ژرف در او پدید آمده بود و جدا از بهبود کامل، از بسیاری از قید و بندهای جسمی و روحی رهایی یافته بود. از این پس، دست به نوشتن آثاری زد که از تجربیاتی سرچشمه می‌گرفت گه از او «موجودی تازه» ساخته بودند. از میان این آثار، می‌توان به مائده‌های زمینی(۱۸۹۷) ضد اخلاق(۱۹۰۲) و در تنگ (۱۹۰۹) اشاره کرد. اما کتابی که مایهٔ موفقیت او شد، دخمه‌های واتیکان بود که به سبب لحن جسورانه‌اش، شهرتی ناگهانی برایش به ارمغان آورد.
ژید مانند بسیاری از افراد، برای توجیه امیال خویش در برابر محرمات مذهبی، فلسفه‌ای بنیاد نهاد.
وی در سال ۱۸۹۷ در کتاب مائده‌های زمینی، فلسفهٔ پرشور و زیبایی را بنیان نهاد. این کتاب در آغاز مورد استقبال واقع نشد، به‌طوری‌که در طول ۱۰ سال تنها ۵۰۰ نسخه از آن فروش رفت، با اینکه از آثار دوره جوانی نویسنده است، وی تقریباً تمام آنچه را که می‌توان فلسفه وی نامید در آن گنجانده‌است، و هرچه بعداً نوشته در تعقیب اندیشه‌هایی است که در این کتاب بیان گردیده. یعنی امتناع از هر گونه وابستگی و قید و بند و ستایش شور و عشق و نگاهی هر لحظه نو به تمام جلوه‌های هستی.
سرمایه من، از بهم پیوستن چیزهای بخصوصی بوجود نیامده بود، بلکه تنها از ستایش و تحسین من تشکیل یافته بود، من همواره تمام سرمایه‌ام را در اختیار داشته‌ام… خردمند آن است که از هرچیز به شگفت درآید.
خط سیر اندیشه‌های او در این کتاب به مانند بسیاری ادبا و حکمای بزرگ جهان شامل درونی ساختن شکوه و زیبایی‌های هستی و سپس رهایی از خویشتن و سیر در جهان نامتناهی معانی ژرف و جاودانست.
«ای کاش عظمت در نگاه تو باشد نه در آن چیزی که بدان می‌نگری.»
ریشه اندیشه‌های مائده‌های زمینی را در کتاب مقدس و نوشته‌های نیچه فیلسوف و شاعر شهیر آلمانی باید جست. نشانه‌هایی از تأثیر ادبیات مشرق زمین نیز در آن دیده می‌شود. او در این کتاب چنین استدلال می‌کند که تمام امیال طبیعی، سودمند بوده و مایه تندرستی است، و بدون این امیال، زندگی لطف خود را از دست می‌دهد.
«وقتی از عملی لذت می‌برم، برای من دلیل خوبی است که آن عمل را انجام بدهم… مادامی که لبانت برای بوسیدن هنوز شیرین است، سیراب کن… چنان زندگی کن که «زندگیت بدون ترس از نتایج محرماتی که اخلاقیات رسمی بر تو تحمیل می‌کند، پذیرای هر رویدادی باشد».
اما ژید خطر افتادن در قید و بند کتاب خود را هم به خواننده کتاب خود هشدار می‌دهد و در آخر، از او می‌خواهد که:
کتاب مرا به دور بینداز، مگذار متقاعدت کند! گمان مبر که حقیقت تو را کس دیگری می‌تواند برایت پیدا کند … به خود بگو که این کتاب هم چیزی نیست، مگر یکی از هزاران شیوه رویارویی با زندگی. تو راه خویش را بجوی!
ژید برای سال‌ها بت «پیشروها» بود و محافظه‌کاران او را «منحرف‌کنندهٔ جوانان» می‌دانستند. اما او پاسخ می‌داد، سقراط نیز که اکنون یکی از خدایان این محافظه‌کاران محسوب می‌شود، از چنین تهمت‌هایی به دور نبوده‌است.
آندره در سال ۱۹۴۷ و زمانی که هفتاد و هشت ساله بود، برندهٔ جایزه ادبی نوبل شد. وی می‌نویسد:
بزرگترین الهه تقدیر پیوسته در گوشم زمزمه می‌کند که دیگر چیز زیادی از عمرت باقی نمانده‌است.
تا زمان مرگش در ۱۹ فوریه ۱۹۵۱، بحث و جدل‌های فراوانی پیرامون شخصیت و نفوذ او در جریان بود و «سیل انتقاد» از چپ و راست، کمونیست‌ها و کاتولیک‌ها، تا لب گور او را دنبال می‌کرد.

## فعالیت ادبی

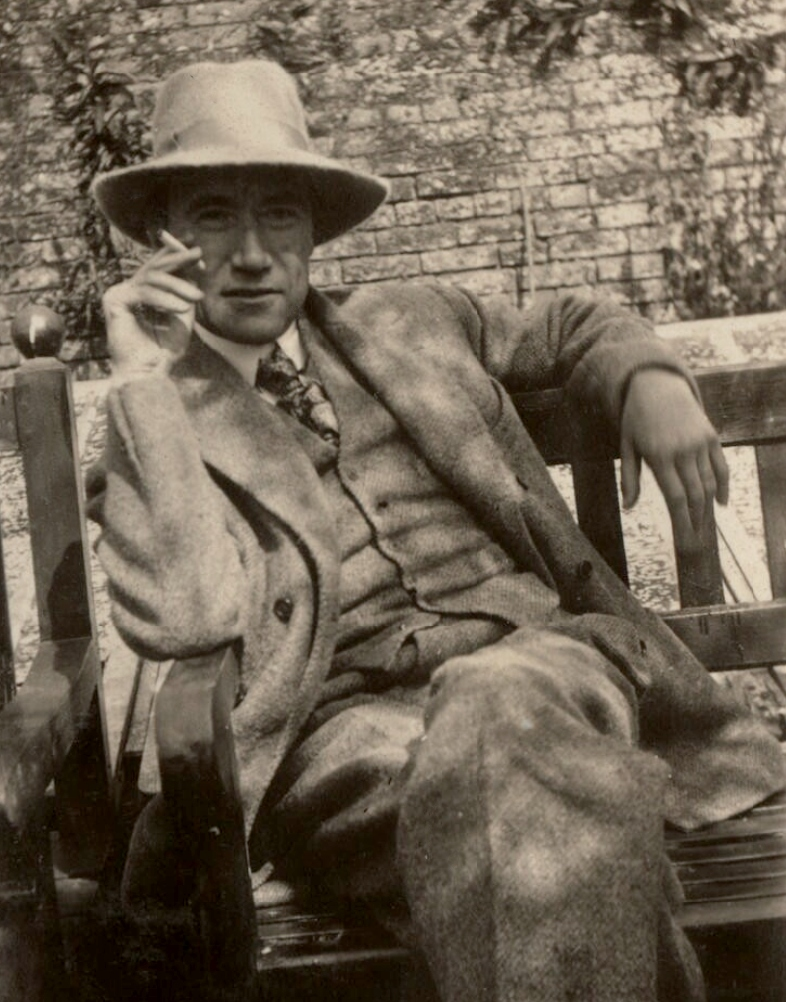
عکس ژید توسط بانو اوتولاین مورل در سال ۱۹۲۴

آندره ژید در بیست و دو سالگی فعالیت ادبی را آغاز کرد.
دوستی با «استفان مالارمه» باعث روی آوردن به مکتب «نمادگرایی» و پدیدآوردن آثاری مثل «یادداشت‌های روزانه آندره والتر»، «شعرهای آندره والتر»، «رسالهٔ نرگس» و «سفر اورین» شد. اما پس از مدتی از این مکتب روی گرداند و به تجزیه و تحلیل و تأمل در پیچیدگی‌های زندگی درونی انسان پرداخت.
سفر ژید به آفریقا باعث تغییرات بسیاری در وی شد. آثاری هم چون «مائده‌های زمینی»، «ضد اخلاق»، «در تنگ» و «دخمه‌های واتیکان» متأثر از این تغییرات است. مائده‌های زمینی کتابی است در ستایش شادی، شوق به زندگی و غنیمت شمردن لحظات. آندره ژید در این کتاب خداوند را در همه موجودات هستی متجلی می‌بیند و آزادانه و برخلاف قید و بندهای مذهب، عشق به هستی را مترادف عشق به خداوند می‌داند. او کتابش را «ستایشی از وارستگی» می‌نامد.
با آغاز جنگ جهانی اول ژید مدتی خاموشی گزید و سپس کتاب‌های «اگر دانه نمیرد»، «کوریدون» و «سکه سازان» را نوشت. او در اگر دانه نمیرد واقعیات زندگی خود را بی پرده بیان می‌کند در کوریدون به شرح گرایش‌های همجنسگرایانه خویش می‌پردازد و با نوشتن رمان سکه‌سازان شیوهٔ تازه‌ای در رمان فرانسوی بنیاد می‌کند.
ژید کتاب‌های سفر به کنگو و بازگشت از چاد را ضد استعمار نوشت. او عضو حزب کمونیست شد؛ اما با برآورده نشدن انتظارات و تمایلات عدالت خواهانه‌اش با نوشتن کتاب بازگشت از شوروی از این حزب کناره گرفت.
آندره در سال ۱۹۴۷ برندهٔ جایزهٔ ادبی نوبل شد و در ۱۹۵۱ درگذشت.

## گرایش جنسی
ژید در ژورنالش بین «لواطگران» یعنی کسانی که به افراد بالغ علاقه‌مندند و «شاهدگران»، علاقه‌مندان به پسران، تفاوت قائل می‌شود و خود را از دستهٔ دوم می‌داند.
شاهدگر را کسی می‌دانم که همان‌طور که واژه می‌گوید، عاشق پسران می‌شود. لواط‌گر کسی است که به مردان بالغ علاقه‌مند است. شاهدگر که من یکی از آن‌ها هستم (چرا نمی‌توانم به سادگی بگویم، بدون آن‌که فکر کنید در اعترافم، تعریف از خودی وجود دارد؟)، کم‌یاب‌ترند، لواط‌گران خیلی بیش‌ترند، از آنچه اول فکر می‌کردم. [...] این گونه عشق‌ها به وجود می‌آیند، این گونه روابط می‌توانند شکل بگیرند، برایم کافی نیست که بگویم طبیعی است، مدعی می‌شوم که خوب است، این دو، نوعی احترام، حمایت، چالشی در آن می‌یابند؛ در شگفتم که کدام‌یک پسر جوان یا مرد بزرگ‌تر مفیدتر هستند.
او همراه با اسکار وایلد، چندین رابطهٔ جنسی با پسران جوان در خارج از کشور داشت.
وایلد کلیدی از جیبش درآورد و مرا به آپارتمان کوچکی با دو اتاق خواب برد… جوان‌ها او را دنبال کردند یکیشان ردایی بر تن داشت که صورتش را پوشانده بود. سپس راهنما ما را ترک کرد و وایلد من را به اتاق دیگری با محمد کوچک فرستاد و خود با پسر دیگر به اتاق رفت و در را بست. هر بار که از آن زمان به بعد لذت بردم، حافظه آن شب است که دنبال کرده‌ام. [...] لذت من نامحدود بود و من نمی‌توانستم آن را بزرگ‌تر تصور کنم، حتی اگر عشق اضافه شود.

چگونه باید هر گونه سؤالی دربارۀ این عشق وجود داشته باشد؟ چطور باید میل خود را از قلبم بردارم؟ هیچ مشکلی جلوی لذت من را نمی‌گرفت و هیچ پشیمانی‌ای به دنبال آن نبود. اما پس از آنچه نامی می‌توانستم بر این شکافی که حس کردم زمانی که آن بدن کوچک بی‌نقض را در بدن برهنه‌ام فشردم، چنان وحشی، چنان سوزان و چه محزون شهوت‌انگیز؟ برای مدت طولانی، پس از آن که محمد مرا ترک کرد، در حالت شادمانی پرشور باقی مانده بودم و هرچند من پنج بار از او لذت برده بودم، دوباره و دوباره حظ خود را بازسازی کردم و وقتی به اتاقم در هتل برگشتم، پژواک‌هایش را تا صبح امتداد دادم.
رمان ژید، کوریدون، که خودش مهم‌ترین کارش می‌دانست، دفاعی از شاهدگرایی بود.

## آثار

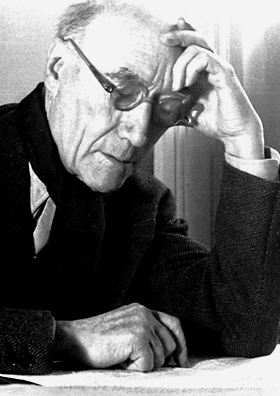
در سال ۱۹۴۷

تمام کتاب‌های آندره ژید در لیست کتاب‌های ممنوعه کلیسای کاتولیک قرار دارد:
- سرداب‌های واتیکان
- یادداشت‌های روزانه آندره والتر (۱۸۹۱)
- رسالهٔ نرگس (۱۸۹۱)
- شعرهای آندره والتر (۱۸۹۲)
- سفر اورین (۱۸۹۳)
- مائده‌های زمینی (۱۸۹۷) ترجمهٔ حسن هنرمندی، امیر کبیر، تهران: ۱۳۳۴ تحت نام مائده‌های زمینی و مائده‌های تازه، ترجمه جلال آل احمد و پرویز داریوش توسط انتشارات اساطیر، سیروس ذکاء انتشارات جامی، مهستی بحرینی انتشارات نیلوفر.
- پرومتهٔ سست زنجیر (۱۸۹۹) ترجمه غلامرضا سمیعی انتشارات اساطیر
- ضد اخلاق (۱۹۰۲) ترجمه علی پاک بین تحت عنوان رذل انتشارات جامی
- آمنتاس (۱۹۰۶) ترجمه سونیا رضایی‌مود، علیرضا قلی‌نژاد انتشارات گنبد طلایی
- در تنگ (۱۹۰۹) ترجمه عبدالله توکل و رضا سیدحسینی انتشارات نیلوفر.
- ایزابل (۱۹۱۱) ترجمه عبدالحسین شریفیان انتشارات اساطیر، اسماعیل سعادت انتشارات فرهنگ جاوبد
- دخمه‌های واتیکان (۱۹۱۴) ترجمه سیروس ذکاء انتشارات فرهنگ جاوید و تحت عنوان سرداب‌های واتیکان ترجمه عبدالحسین شریفیان انتشارات اساطیر.
- سمفونی روستایی (۱۹۱۹)ترجمه عبدالحسین شریفیان و تحت عنوان سمفونی پاستورال ترجمه سیروس ذکاء انتشارات فرهنگ جاوید، تحت عنوان سمفونی کلیسایی انتشارات اساطیر، فریده مهدوی‌دامغانی تحت عنوان سمفونی روحانی مؤسسه نشر تیر، محمد مجلسی تحت عنوان سمفونی پاستورال انتشارات دنیای نو، علی‌اصغر سعیدی تحت عنوان آهنگ عشق نشر قطره.
- کوریدون (۱۹۲۴) به دلیل این‌که شرح حالی است از روابط همجنسگرایانه‌اش، تاکنون اجازهٔ انتشار آن داده نشده‌است.
- اگر دانه نمیرد (۱۹۲۴) ترجمه همایون نوراحمر انتشارات نیلوفر (با ممیزی فراوان)
- سکه سازان (۱۹۲۵) ترجمه حسن هنرمندی انتشارات ماهی.
- سفر به کنگو (۱۹۲۷)
- بازگشت از چاد (۱۹۲۸)
- اودیپ (۱۹۳۱)
- بازگشت از شوروی (۱۹۳۶)
- بهانه و بهانه های تازه، ترجمه رضا سید حسینی،انتشارات نیلوفر
- سرشت زنان انتشارات جامی = مکتب زنان انتشارات قصیده سرا